# Gare de Mulhouse-Ville
Gare de Mulhouse-Ville – stacja kolejowa w Miluzie, w regionie Grand Est, we Francji. Stacja posiada 5 peronów.